# René Corbet
René Corbet (né le 25 juin 1973 à Saint-Hyacinthe ville du  Québec au Canada) est un joueur de hockey sur glace professionnel.

## Carrière en club
Il commence sa carrière en jouant dans la Ligue de hockey junior majeur du Québec avec les Voltigeurs de Drummondville en 1990. Nommé dans l'équipe type des recrues de la LHJMQ, il reçoit également le trophée Michel-Bergeron de la meilleure recrue offensive de l'année.
À l'issue de cette saison, il participe au repêchage d'entrée dans la Ligue nationale de hockey et est choisi par les Nordiques de Québec en seconde ronde (24e choix). Il continue tout de même encore deux saisons dans la LHJMQ le temps de gagner de l'expérience et d'autres trophées de la ligue junior. Ainsi, il gagne en 1992-193 l'honneur d'être nommé dans l'équipe type canadienne de la saison et remporte également le trophée Jean-Béliveau en tant que meilleur pointeur de la LHJMQ - avec 148 points - et la coupe Telus du meilleur joueur offensif de la saison.
Il fait ensuite ses débuts avec les Nordiques mais jouera également dès 1993 dans la Ligue américaine de hockey avec les Aces de Cornwall. À la fin de la saison, il fait encore parler de lui en étant désigné meilleure recrue de la saison et remportant le trophée Dudley-« Red »-Garrett. Pendant deux saisons, il passe plus de temps avec la franchise de la LAH qu'avec celle de la LNH mais en 1995, alors que les Nordiques ont déménagé à Denver et se nomment Avalanche du Colorado, il inverse la tendance et remporte la coupe Stanley.
À la suite de cette saison, il intègre définitivement l'effectif de la franchise de la LNH et il remporte le trophée des présidents de la meilleure équipe de la saison régulière. En 1999, il rejoint les Flames de Calgary en compagnie de Wade Belak, Robyn Regehr et d'un choix de repêchage et en retour de Theoren Fleury et Chris Dingman.
En mars 2000, il quitte les Flames pour rejoindre les Penguins de Pittsburgh. Il rejoint alors l'équipe de la Pennsylvanie avec Tyler Moss en retour de Brad Werenka.
En 2001, il quitte l'Amérique du Nord pour rejoindre l'Europe et le championnat allemand (Deutsche Eishockey-Liga). Il signe alors avec l'équipe de Adler Mannheim.

## Statistiques
Pour les significations des abréviations, voir Statistiques du hockey sur glace.
| Saison     | Équipe                      | Ligue      |     | Saison régulière | Saison régulière | Saison régulière | Saison régulière | Saison régulière |    | Séries éliminatoires | Séries éliminatoires | Séries éliminatoires | Séries éliminatoires | Séries éliminatoires |
| Saison     | Équipe                      | Ligue      | PJ  | B                | A                | Pts              | Pun              | PJ               | B  | A                    | Pts                  | Pun                  |                      |                      |
| 1990-1991  | Voltigeurs de Drummondville | LHJMQ      | 45  | 25               | 40               | 65               | 34               | 14               | 11 | 6                    | 17                   | 15                   |                      |                      |
| 1991-1992  | Voltigeurs de Drummondville | LHJMQ      | 56  | 46               | 50               | 96               | 90               |                  |    |                      |                      |                      |                      |                      |
| 1992-1993  | Voltigeurs de Drummondville | LHJMQ      | 63  | 79               | 69               | 148              | 143              |                  |    |                      |                      |                      |                      |                      |
| 1993-1994  | Aces de Cornwall            | LAH        | 68  | 37               | 40               | 77               | 56               | 13               | 7  | 2                    | 9                    | 18                   |                      |                      |
| 1993-1994  | Nordiques de Québec         | LNH        | 9   | 1                | 1                | 2                | 0                |                  |    |                      |                      |                      |                      |                      |
| 1994-1995  | Aces de Cornwall            | LAH        | 65  | 33               | 24               | 57               | 79               | 12               | 2  | 8                    | 10                   | 27                   |                      |                      |
| 1994-1995  | Nordiques de Québec         | LNH        | 8   | 0                | 3                | 3                | 2                | 2                | 0  | 1                    | 1                    | 0                    |                      |                      |
| 1995-1996  | Aces de Cornwall            | LAH        | 9   | 5                | 6                | 11               | 10               |                  |    |                      |                      |                      |                      |                      |
| 1995-1996  | Avalanche du Colorado       | LNH        | 33  | 3                | 6                | 9                | 33               | 8                | 3  | 2                    | 5                    | 2                    |                      |                      |
| 1996-1997  | Avalanche du Colorado       | LNH        | 76  | 12               | 15               | 27               | 67               | 17               | 2  | 2                    | 4                    | 27                   |                      |                      |
| 1997-1998  | Avalanche du Colorado       | LNH        | 68  | 16               | 12               | 28               | 133              | 2                | 0  | 0                    | 0                    | 2                    |                      |                      |
| 1998-1999  | Avalanche du Colorado       | LNH        | 53  | 8                | 14               | 22               | 58               |                  |    |                      |                      |                      |                      |                      |
| 1998-1999  | Flames de Calgary           | LNH        | 20  | 5                | 4                | 9                | 10               |                  |    |                      |                      |                      |                      |                      |
| 1999-2000  | Flames de Calgary           | LNH        | 48  | 4                | 10               | 14               | 60               |                  |    |                      |                      |                      |                      |                      |
| 1999-2000  | Penguins de Pittsburgh      | LNH        | 4   | 1                | 0                | 1                | 0                | 7                | 1  | 1                    | 2                    | 9                    |                      |                      |
| 2000-2001  | Penguins de Pittsburgh      | LNH        | 43  | 8                | 9                | 17               | 57               | 17               | 1  | 0                    | 1                    | 12                   |                      |                      |
| 2001-2002  | Adler Mannheim              | DEL        | 32  | 17               | 9                | 26               | 32               | 2                | 0  | 2                    | 2                    | 0                    |                      |                      |
| 2002-2003  | Adler Mannheim              | DEL        | 29  | 4                | 8                | 12               | 49               | 8                | 2  | 1                    | 3                    | 30                   |                      |                      |
| 2003-2004  | Adler Mannheim              | DEL        | 44  | 22               | 17               | 39               | 78               | 6                | 1  | 2                    | 3                    | 24                   |                      |                      |
| 2004-2005  | Adler Mannheim              | DEL        | 48  | 19               | 19               | 38               | 121              | 14               | 11 | 3                    | 14                   | 22                   |                      |                      |
| 2005-2006  | Adler Mannheim              | DEL        | 21  | 11               | 10               | 21               | 48               |                  |    |                      |                      |                      |                      |                      |
| 2006-2007  | Adler Mannheim              | DEL        | 51  | 25               | 17               | 42               | 80               | 11               | 4  | 6                    | 10                   | 32                   |                      |                      |
| 2007-2008  | Adler Mannheim              | DEL        | 43  | 15               | 20               | 35               | 118              | 5                | 0  | 1                    | 1                    | 10                   |                      |                      |
| 2008-2009  | Adler Mannheim              | DEL        | 46  | 17               | 15               | 32               | 96               | 9                | 2  | 5                    | 7                    | 8                    |                      |                      |
| 2009-2010  | Frisk Tigers                | GET ligaen | 34  | 16               | 24               | 40               | 53               | 5                | 7  | 9                    | 16                   | 6                    |                      |                      |
| 2010-2011  | Frisk Tigers                | GET ligaen | 38  | 25               | 18               | 43               | 95               | 5                | 2  | 3                    | 5                    | 2                    |                      |                      |
| Totaux LNH | Totaux LNH                  | Totaux LNH | 362 | 58               | 74               | 132              | 420              | 53               | 7  | 6                    | 13                   | 52                   |                      |                      |

### Trophées et honneurs personnels
- Ligue de hockey junior majeur du Québec
  - 1990-1991 : trophée Michel-Bergeron et sélectionné dans l'équipe type des recrues
  - 1992-1993 : trophée Jean-Béliveau et Coupe Telus - Offensif
- Ligue américaine de hockey
  - 1993-1994 : trophée Dudley-« Red »-Garrett
- Ligue nationale de hockey
  - 1995-1996 : coupe Stanley avec l'Avalanche du Colorado